# 原德国驻天津领事馆

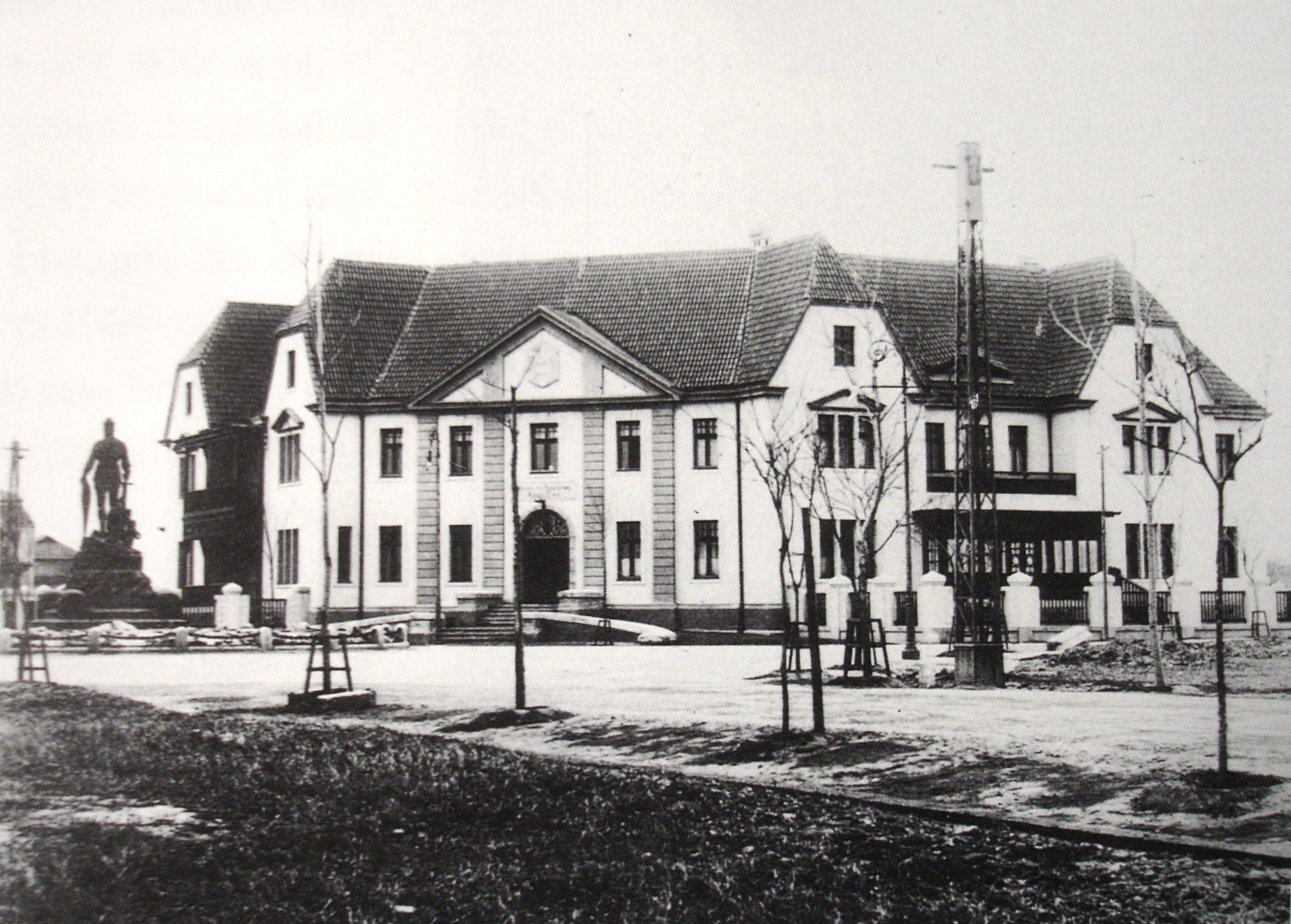
德国驻天津领事馆

原德国驻天津领事馆是原德国政府驻天津的领事馆，在当时的天津德租界威廉街与纪念碑街交口东北角（今河西区解放南路281号）。

## 历史
- 1900年，德国始设“领事代办处”，后升格为领事馆。
- 1907年，德国政府在天津德租界的威廉街兴建新馆，建二层楼房两幢，建筑面积约2200平方米。
- 1945年，国民政府接收该领事馆，该址先后为美军驻扎处和国民政府外交部平津特派员公署办公处。
- 中华人民共和国成立后，由军队使用。
- 1976年，唐山大地震后，该建筑震损坍塌，拆除后重建为7层办公楼，由天津市武警总队使用。[1][2]